# Nathaniel Greene Foster
Nathaniel Greene Foster (* 25. August 1809 bei Madison, Morgan County, Georgia; † 19. Oktober 1869 ebenda) war ein US-amerikanischer Politiker. Zwischen 1855 und 1857 vertrat er den Bundesstaat Georgia im US-Repräsentantenhaus.

## Werdegang
Nathaniel Foster besuchte in seiner Jugend private Schulen. Danach studierte er bis 1830 an der University of Georgia in Athens. Nach einem anschließenden Jurastudium und seiner im Jahr 1831 erfolgten Zulassung als Rechtsanwalt begann er in Madison in seinem neuen Beruf zu arbeiten. In den 1830er Jahren nahm er als Hauptmann am Zweiten Seminolenkrieg teil. Von 1838 bis 1840 war Foster Staatsanwalt im Gerichtsbezirk von Ocmulgee. Im Jahr 1840 wurde er in das Repräsentantenhaus von Georgia gewählt. Danach saß er von 1841 bis 1843 sowie nochmals zwischen 1851 und 1852 im Staatssenat. Damals war er Mitglied der American Party.
Bei den Kongresswahlen des Jahres 1854 wurde Foster im siebten Wahlbezirk von Georgia in das US-Repräsentantenhaus in Washington, D.C. gewählt, wo er am 4. März 1855 die Nachfolge von David Addison Reese antrat. Bis zum 3. März 1857 konnte er eine Legislaturperiode im Kongress absolvieren. Diese war von den Spannungen im Vorfeld des Bürgerkrieges bestimmt.
Nach seinem Ausscheiden aus dem US-Repräsentantenhaus wurde Foster Mitglied der Demokratischen Partei. Damals war er auch Prediger der Baptistenkirche in Madison. Dieses geistliche Amt übte er nebenberuflich bis zu seinem Tod im Jahr 1869 aus. In den Jahren 1867 und 1868 war Foster Richter im Gerichtsbezirk von Ocmulgee. Aus gesundheitlichen Gründen gab er dieses Amt im Jahr 1868 auf. Er starb am 19. Oktober 1869 in seinem Heimatort Madison.